# Ceuthauxus constans
Ceuthauxus constans är en mångfotingart som beskrevs av Ottis Robert Causey 1973. Ceuthauxus constans ingår i släktet Ceuthauxus och familjen Rhachodesmidae. Inga underarter finns listade i Catalogue of Life.